# Big 12 Men’s Tennis Championships

Logo der Big 12 Conference

Die Big 12 Tennis Championships sind ein jährlicher Mannschaftswettbewerb im Bereich des US-amerikanischen College Tennis. An ihm nehmen Universitäten teil, die der Big 12 Conference angehören.
Die Erstaustragung fand im Jahr 1997, drei Jahre nach der Gründung der Liga, statt. Seitdem werden die Championships jedes Jahr nach dem Ende der Regular Season gegen Ende April ausgetragen. Sie stellen eine Art Pokalwettbewerb dar, der im Gegensatz zur regulären Saison innerhalb weniger Tage und im K.-o.-System gespielt wird.
Rekordtitelträger ist die Baylor University, die den Wettbewerb insgesamt acht Mal gewinnen konnte.

## Modus
Das Turnier wird im K.-o.-System ausgetragen. Die Paarungen werden unmittelbar nach dem Ende der regulären Saison ausgelost. Die Setzliste ergibt sich aus deren Abschlusstabelle; bei Punktgleichheit ist der direkte Vergleich entscheidend. Je nach Teilnehmerzahl erhalten in der ersten Runde eine oder mehrere Mannschaften ein Freilos. Dieses wird der nach Setzliste stärksten Mannschaft gewährt (bzw. den stärksten Mannschaften).

## Bisherige Austragungen
| Jahr | Siegerin                       | Gastgeberin                | Ort                    | Bester Spieler                 |
| ---- | ------------------------------ | -------------------------- | ---------------------- | ------------------------------ |
| 1997 | University of Texas (1)        | University of Texas        | Austin, Texas          | Auszeichnung nicht vergeben    |
| 1998 | Texas A&M University (1)       | University of Nebraska     | Lincoln, Nebraska      | Auszeichnung nicht vergeben    |
| 1999 | University of Texas (2)        | Texas A&M University       | College Station, Texas | Auszeichnung nicht vergeben    |
| 2000 | Texas A&M University (2)       | University of Kansas       | Kansas City, Missouri  | Auszeichnung nicht vergeben    |
| 2001 | Texas A&M University (3)       | Baylor University          | Waco, Texas            | Auszeichnung nicht vergeben    |
| 2002 | Baylor University (1)          | Texas A&M University       | College Station, Texas | Auszeichnung nicht vergeben    |
| 2003 | Baylor University (2)          | University of Missouri     | Kansas City, Missouri  | Auszeichnung nicht vergeben    |
| 2004 | Baylor University (3)          | University of Oklahoma     | Norman, Oklahoma       | Auszeichnung nicht vergeben    |
| 2005 | Baylor University (4)          | University of Texas        | Austin, Texas          | Benedikt Dorsch (Baylor)       |
| 2006 | University of Texas (3)        | Baylor University          | Waco, Texas            | Roger Gubser (Texas)           |
| 2007 | Baylor University (5)          | University of Kansas       | Kansas City, Missouri  | Michal Kokta (Baylor)          |
| 2008 | Baylor University (6)          | Texas A&M University       | College Station, Texas | Dénes Lukács (Baylor)          |
| 2009 | Baylor University (7)          | University of Oklahoma     | Norman, Oklahoma       | Jordan Rux (Baylor)            |
| 2010 | University of Texas (4)        | University of Texas        | Austin, Texas          | Jean Andersen (Texas)          |
| 2011 | Texas A&M University (4)       | Baylor University          | Waco, Texas            | Jeff Dadamo (Texas A&M)        |
| 2012 | University of Oklahoma (1)     | Texas A&M University       | College Station, Texas | Dane Webb (Oklahoma)           |
| 2013 | University of Oklahoma (2)     | University of Oklahoma     | Norman, Oklahoma       | Guillermo Alcorta (Oklahoma)   |
| 2014 | Baylor University (8)          | Texas Christian University | Fort Worth, Texas      | Patrick Pradella (Baylor)      |
| 2015 | University of Oklahoma (3)     | Baylor University          | Waco, Texas            | Áxel Álvarez Llamas (Oklahoma) |
| 2016 | Texas Christian University (1) | Oklahoma State University  | Stillwater, Oklahoma   | Cameron Norrie (TCU)           |
| 2017 | Texas Christian University (2) | University of Oklahoma     | Norman, Oklahoma       | Cameron Norrie (TCU)           |